# مركز تبريد

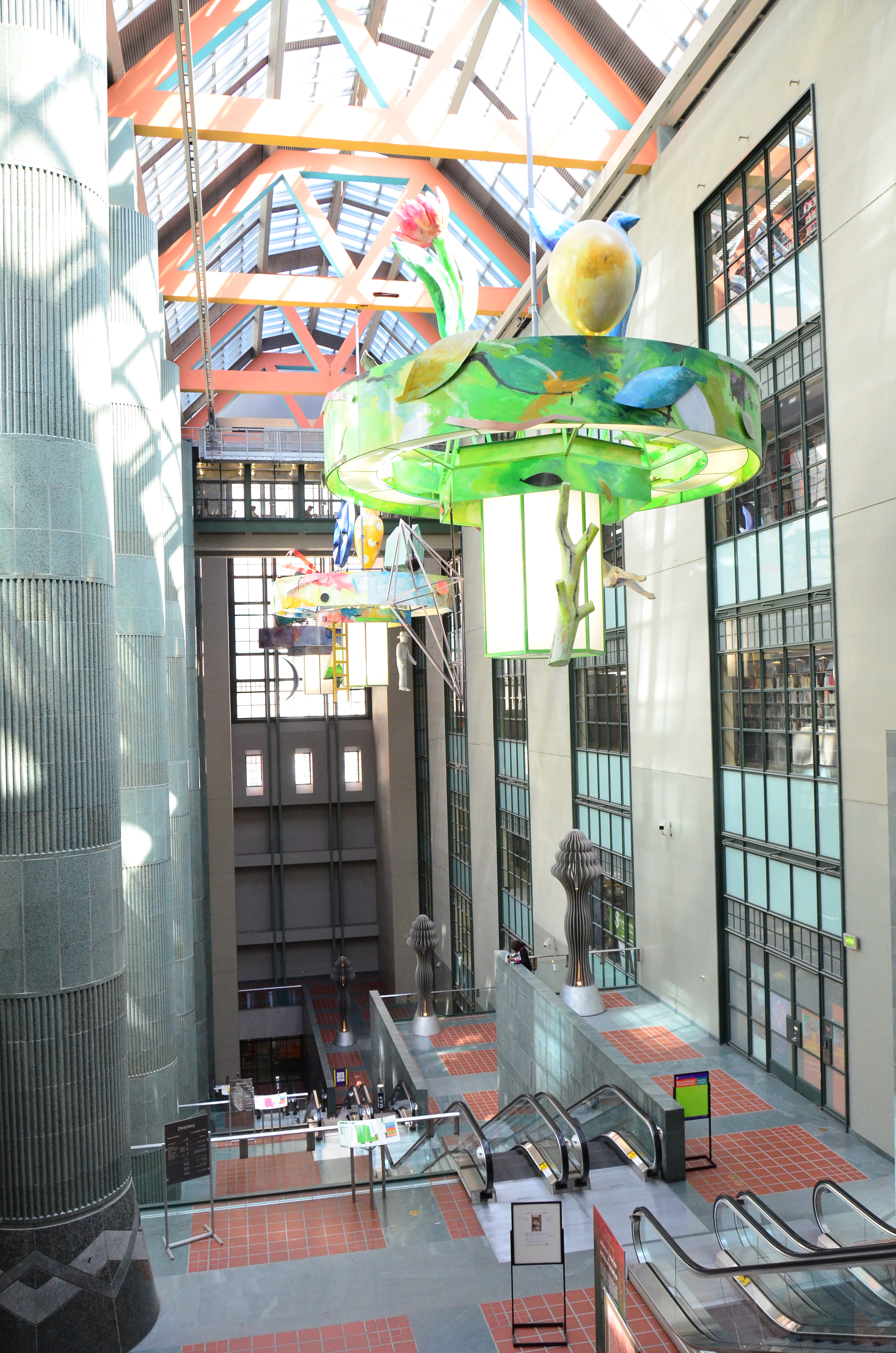
مكتبة لوس أنجلوس المركزية، مركز تبريد مخصص.

مركز تبريد هو منطقة مبردة عامة ومؤقتة يتم تجهيزها بواسطة السلطات المحلية لتتعامل مع الآثار الصحية المصاحبة لموجة حرارة. عادةً ما يتم تعيين عدة مواقع في المدينة. يقصد من مراكز التبريد لمواجهة الحرارة المفرطة لجسم الإنسان، بالخصوص كبار السن ممن لا يتوفر لديهم تكييف بالمنزل.
مراكز التبريد توفر ظلالاً وماءاً وأحياناً عناية طبية، بجانب هذا توصيل الخدمات الاجتماعية، إذ أن معظم الناس ممن هم بحاجة لمساعدة هذه المراكز هم ممن المشردين.
هذه المراكز تستخدم بازدياد في مدن مثل مدينة نيويورك وشيكاغو وتورونتو، في حين أن خطر موجات الحرارة قد ارتفع في الوعي الشعبي، أو في أماكن مثل مدينة سياتل المكان الذي لا يتوفر فيه تبريد هوائي للمنازل في حين أن درجة الحرارة تصل إلى 90+ درجة فهرنهايت (32 درجة مؤية) كل صيف ولكن عادة ما تبقى لأكثر من أيام قليلة.
احتراز صحي آخر يتخذ أحياناً خلال موجات الحرارة هو زيادة عدد الساعات التشغيلية للمسابح العامة.

## وصلات خارجية
- دع مدينة إيلينويز باردة قائمة بمراكز التبريد على امتداد مدينة إيلينويز.
- مكتب مدينة نيويورك لإدارة الطوارئ معلومات عن مراكزالتبريد بمدينة نيويورك.